# 龙河口水库
龙河口水库位于中国安徽省舒城县万佛湖镇(原龙河镇)，是以防洪、灌溉为主要功能的大型水库，为淠史杭灌区重要水源地之一。业主为安徽省水利厅直属单位龙河口水库管理处。

## 技术概貌
枢纽工程由东大坝、西大坝、斗笠冲溢洪道、梅岭进水闸、牛角冲进水闸，以及舒庐干渠、杭北干渠、杭淠干渠等工程组成。

## 历史
1958年，舒城县委想修建龙河口水库。淠史杭灌区工程指挥部领导说：“我们现在都是过河的卒子了，只能进不能退。我也没钱给你。库区几万人的安置费用你自己去想办法。在工程上我可以给你做点后勤工作。”大坝设计请了解放前曾在国民党政府“导淮委员会”作过官员的王培性。在六安地区没有水泥和钢材的前提下，王培性设计出“粘土与糯米汤心墙沙壳坝”。防洪标准一百年一遇设计，一千年一遇校核。当时安徽省的水利重点项目是经国家计委立项的陈村水库与花凉亭水库。 
水库工程于1958年11月动工兴建，山东南下干部、县长李屏任龙河口水库工程党委书记。舒城举全县之力，从21个公社调集10万青壮年，以军事化管理组织，编制为3个民兵师，一个工兵团，会战龙河口。每天早上五点上工，晚上九点休息。突击时通宵达旦，“晴天雨天一个样，白天晚上一个样，干部群众一个样”。中岗乡妇女营500多人，下设两个连，最年轻的才15岁，最大的已有60岁，任务是挑黏土，每天规定指标，个人任务以挑土筹码计算，排、连的任务按实际量方计算，如果集体的任务当天不能完成就要加班，个人的任务如不能完成也需要加班，劳动口号是“小雨小雪不停工，大雨大雪打冲锋，大干特干加油干，坚决超过男子汉”。
龙河口水库主体工程分三期实施。第一期从1958年11月至1959年10月，挑筑东大坝，开挖梅岭进水闸基础；1959年因晓天河与乌沙河上游多日大雨，春汛提前到来，龙河口大坝围堰出现塌方，行署专员赵子厚带技术人员赶来抢险，舒城县长李屏率众跳进洪流堵绝口。经过两夜一天的拼搏，终于保住了大堤围堰。主坝围堰前两次合龙都未成功。1959年4月10日 (农历三月初三)，大坝第三次合龙，人山人海，大家拼命填土，扔草包、麻袋等。由于堵大坝缺口太困难，指挥部要求采用人墙堵水的办法，500多人共筑五道人墙堵住洪水。终于大坝合龙成功。随后抢工把围堰升高到55米，抵御了当年汛期53.2米水位洪水。
第二期1959年11月至1960年8月，挑筑西大坝，砌梅岭进水闸，开挖溢洪道和杭淠干渠；第三期1960年9月至12月，继续加高东大坝，使其达到设计标准。经历了三破三复拦水坝、二毁二建主副坝、九战春汛
1961年4月工程下马，1966年复工，1970年基本建成。2001年-2007年完成除险加固。